# 김수준
김수준(金秀俊 1979년 1월 24일 ~ 일본 요코하마)은 한국 국적의 일본인 프로바둑 기사이다. 일본기원 도쿄본원 소속인 그는 조치훈 9단의 문하생으로 입단했다.

## 약력
- 1979년 1월 24일 일본 요코하마 출생 후 한국 국적 취득
- 1996년 조치훈 9단의 문하생으로 입단 같은 해 2단(二段) 승단
- 1997년 3단(三段) 승단
- 1998년 4단(四段) 승단
- 1999년 5단(五段) 승단
- 2000년 6단(六段) 승단
- 2002년 7단(七段) 승단
- 2007년 8단(八段) 승단
- 2018년 9단(九段) 승단

## 수상
- 1997년 제22기 일본 기성전 2단전 우승, 기성전 최고 기사 결정전 진출
- 2001년 제16기 NEC전영 토너먼트 2위(준우승)
- 2001년~2003년 제31,32,33회 일본 신예 토너먼트 2위(준우승)
- 2004년 제30기 일본 천원전 도전자 결정전에서 스승인 조치훈 9단을 꺾고 진출했지만 상대였던 야마시타 케이고에게 패배
- 2005년 제30기 일본 신인왕전 우승 (대 이야마 유타 9단 2-0) 첫 타이틀